# Niszczyciele typu Maestrale
Niszczyciele typu Maestrale, określane także od nazw jednostek jako typ Venti (wiatry) – typ włoskich niszczycieli średniej wielkości, z lat 30. XX w. Zaprojektowany był jako powiększona wersja niszczycieli typu Dardo – zostały wydłużone o 10 m i wyposażone w nowe działa 120 mm. Stały się podstawą do zbudowania późniejszych niszczycieli typu Oriani (Poeti) i Soldati.

## Okręty

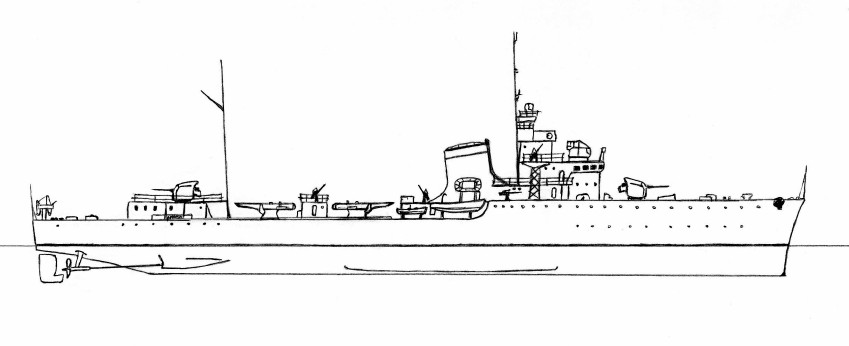

- „Maestrale”(inne języki) – zbudowany w stoczni CT Riva Trigoso, zwodowany 2 września 1934. Uszkodzony na minie 9 stycznia 1943, samozatopiony 9 września 1943 po kapitulacji Włoch w czasie remontu w Genui.
- „Grecale”(inne języki) – zbudowany w stoczni CNR(inne języki) Ankona, zwodowany 15 listopada 1934. przetrwał wojnę i służył we Włoskiej Marynarce Wojennej do 1954.
- „Libeccio”(inne języki) – zbudowany w stoczni CNR Ankona, zwodowany 23 listopada 1934. zatopiony 9 listopada 1941 przez brytyjski okręt podwodny HMS „Upholder”.
- „Scirocco”(inne języki) – zbudowany w stoczni CT Riva Trigoso, zwodowany 21 października 1934. Zatonął podczas sztormu w czasie II bitwy pod Syrtą 23 marca 1942, przeżyło tylko 2 członków załogi.